# Complément d'un nœud
En théorie des nœuds, une branche des mathématiques, le complément d'un nœud est l'espace tridimensionnel qui l'entoure.

## Définition
Plus précisément, dans une 3-variété M, si K est un nœud et N un voisinage tubulaire de K alors le complément XK de K est le complémentaire de l'intérieur de N :
La variété M  considérée est le plus souvent (parfois même implicitement) la 3-sphère et K est supposé non sauvage (en).
On définit de même le complément d'un entrelacs.

## Propriétés
- Avec la définition ci-dessus, N est un tore plein, XK est une 3-variété (compacte si M l'est), et leur frontière commune est un 2-tore.
- Le théorème de Gordon-Luecke (en)[1] assure que le complément d'un nœud est un invariant de nœuds complet : deux nœuds dont les compléments sont homéomorphes sont transformés l'un de l'autre par un homéomorphisme de S3. Si cet homéomorphisme préserve l'orientation, alors il est isotope à l'identité donc les deux nœuds sont équivalents.
- Le groupe fondamental de ce complément, appelé groupe du nœud (en), est donc aussi un invariant, mais non complet[2].